# Synagoge (Ústí nad Labem)

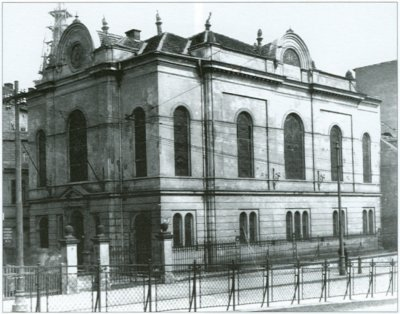
Synagoge in Aussig

Die Synagoge in Aussig (tschechisch Ústí nad Labem), einer Stadt im Norden Böhmens in Tschechien, wurde im Jahr 1880 erbaut. Sie wurde nach Plänen des Architekten Alwin Köhler errichtet.

## Geschichte
Der Bau der Synagoge in der Kleinen Wallgasse wurde durch Spenden der Gemeindemitglieder finanziert. Die feierliche Einweihung nahm der Teplitzer Rabbiner Artur Rosenzweig vor.
Die Synagoge wurde am 31. Dezember 1938 „von der Bevölkerung spontan“ beschädigt. Im unzerstörten Gebäudeteil richtete danach ein Metzger seinen Betrieb ein.